# الباقون بالخلف
الباقون بالخلف هو فيلم حركة تم إنتاجه في الولايات المتحدة وصدر في سنة 2014. من بطولة نيكولاس كيج وتشاد مايكل موراي وجوردين سباركس.

## الميزانية والإيرادات
بلغت تكلفة إنتاج الفيلم حوالي 16 مليون دولار بينما حقق إيرادات تقدر بـ 19.7 مليون دولار.

## وصلات خارجية
- الباقون بالخلف على موقع IMDb (الإنجليزية)
- الباقون بالخلف على موقع ميتاكريتيك (الإنجليزية)
- الباقون بالخلف على موقع الموسوعة البريطانية (الإنجليزية)
- الباقون بالخلف على موقع روتن توميتوز (الإنجليزية)
- الباقون بالخلف على موقع نتفليكس (الإنجليزية)
- الباقون بالخلف على موقع قاعدة بيانات الأفلام العربية
- الباقون بالخلف على موقع ألو سيني (الفرنسية)
- الباقون بالخلف على موقع Turner Classic Movies (الإنجليزية)
- الباقون بالخلف على موقع أول موفي (الإنجليزية)
- الباقون بالخلف على موقع بوكس أوفيس موجو (الإنجليزية)